# Turismo in Pakistan

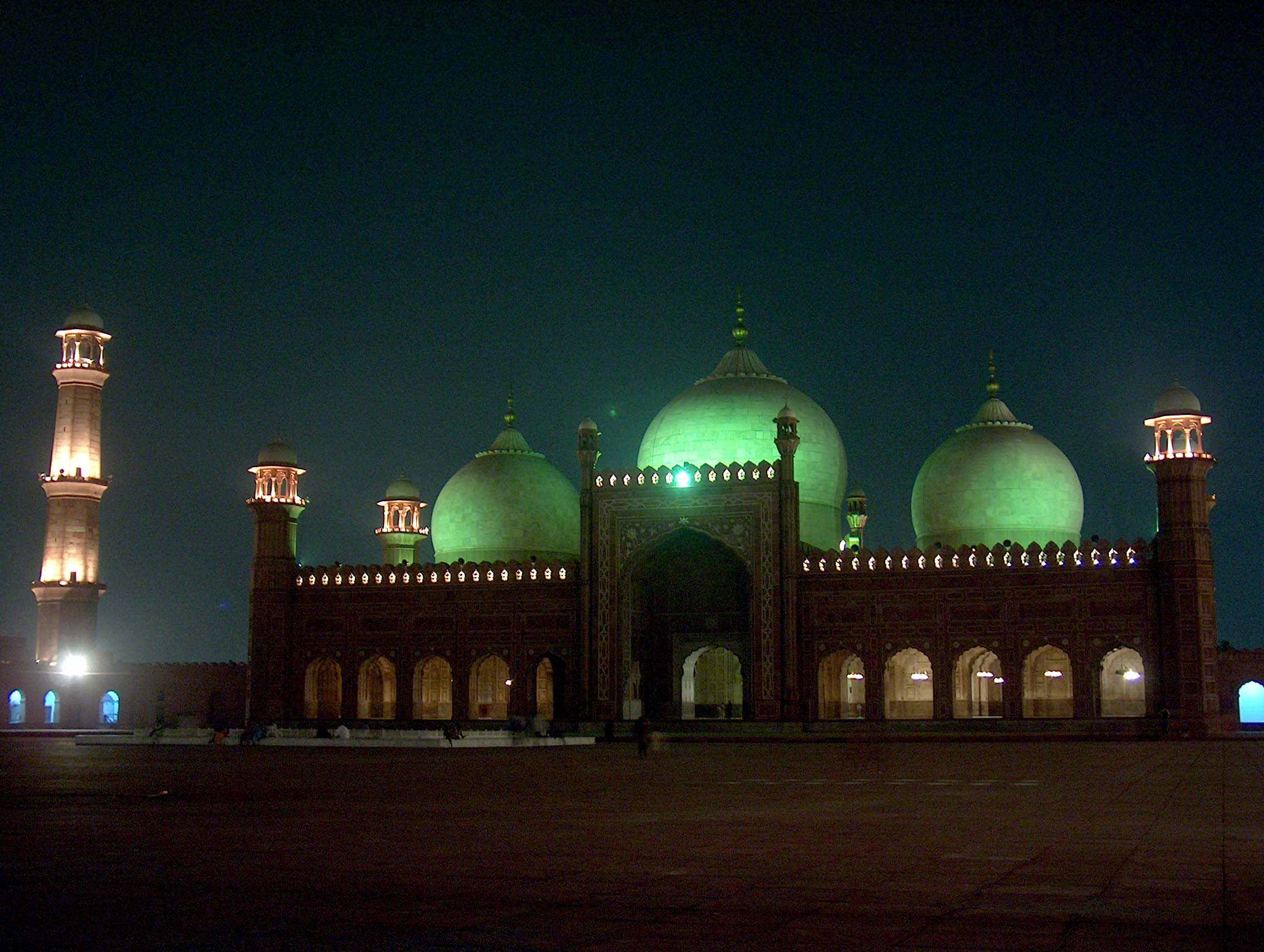
La moschea Imperiale, vista notturna.

Il turismo in Pakistan è stato definito da Lonely Planet come il grande affare dei prossimi anni nel paese. Il Pakistan con le sue differenti culture, popolazioni e paesaggi variegati è riuscito ad attrarre più di 900.000 persone nel 2012.
L'industria turistica pakistana è stata al suo apice nel corso degli anni '70 del XX secolo, quando il paese ha ospitato un numero senza precedenti di visitatori stranieri, grazie al percorso hippie; le principali destinazioni scelte da tali turisti sono state il Passo Khyber, Peshawar, Karachi, Lahore, il distretto di Swat e Rawalpindi.
La gamma delle attrazioni presenti comprende le rovine della civiltà della valle dell'Indo come Mohenjo-daro, Harappa e Taxila, sino alle stazioni collinarie ai piedi dell'Himalaya le quali attirano gli appassionati di sport invernali. Il Pakistan è sede di diverse catene montuose con cime oltre i 7.000 metri di altezza, cosa questa che attrae avventurieri ed appassionati di alpinismo provenienti da tutto il mondo, soprattutto il K2.
Le aree più settentrionali posseggono molte fortezze antiche con un'architettura originale, oltre alla valle dello Hunza e a quella di Chitral, sede di piccole comunità preislamiche (ad esempio l'etnia dei Kalash che seguono l'animismo). Il fascino romantico della provincia di Khyber Pakhtunkhwa è senza tempo e leggendario. La provincia del Punjab ospita invece il luogo in cui Alessandro Magno condusse la battaglia dell'Idaspe sul fiume Jhelum e la storica città di Lahore, capitale culturale del Pakistan e con molti esempi di architettura Moghul, come la Moschea Imperiale, i giardini Shalimar, la tomba di Jahangir ed il forte di Lahore.

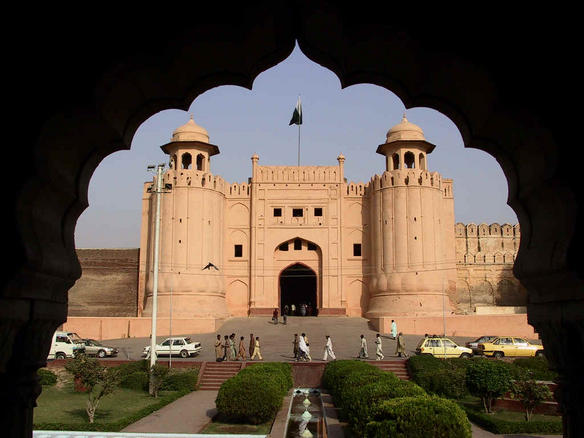
Il forte di Lahore veduto dalla porta di Alamgiri.

Prima dello scoppio della crisi economica globale il Pakistan riceveva più di mezzo milione di turisti annualmente; tuttavia questo numero è sceso a valori prossimi allo zero dal 2008 sia a causa dell'instabilità politica interna del paese, con molti governi che dichiarano il Pakistan come esser non sicuro e alquanto pericoloso da visitare.
Nel mese di ottobre del 2006, appena un anno dopo il terremoto del Kashmir del 2005, il The Guardian ha pubblicato quella che è stata descritta come una lista dei cinque principali siti turistici del paese, al fine di aiutare l'industria turistica pakistana: le cinque località includono Taxila, Lahore, la strada del Karakorum, Karimabad (Hunza) e il lago Saiful Muluk.
Per promuovere il vario ed unico patrimonio culturale del Pakistan il primo ministro ha lanciato nel 2007 la campagna di marketing "Visit Pakistan"; questa ha prodotto diversi eventi durante tutto il corso dell'anno, tra cui fiere e feste religiose, manifestazioni sportive regionali, un gran numero di mostre d'arte e d'artigianato, feste popolari e aperture di complessi museali storici. Nel 2009 il "Travel & Tourism Competitiveness Report" del Forum economico mondiale ha classificato il Pakistan come una delle mete turistiche "top" per i suoi siti di patrimonio dell'umanità, che vanno dalle foreste di mangrovia del sud alle città millenarie della valle dell'Indo.
Il Pakistan è un territorio molto diversificato, centro di varie religioni e insediamenti precedenti di molto alla creazione dell'attuale stato nazionale: attualmente costituito da quattro grandi province, Sindh, Punjab, Khyber Pakhtunkhwa e Belucistan e quattro territori, il Territorio della capitale Islamabad, le Aree Tribali di Amministrazione Federale, Azad Kashmir e Gilgit-Baltistan. La ricca diversità fisica della nazione ha fatto sviluppare il paese in un hotspot di biodiversità e turistico per i viaggiatori.

## Patrimoni mondiali dell'umanità dell'UNESCO
Attualmente il Pakistan possiede sei dei principali siti culturali che sono classificati come patrimonio dell'umanità dell'UNESCO. Essi sono:
1. La rocca di Baltit, a Karimabad, nel distretto di Hunza.
2. Le rovine archeologiche di Mohenjo-daro della civiltà della valle dell'Indo.
3. Le rovine buddhiste risalenti al I secolo di Takht-i-Bahi e i resti della limitrofa cittadina di Sahr-i-Bahlol.
4. Le rovine di Taxila del regno di Gandhāra
5. Il forte di Lahore e i giardini Shalimar a Lahore
6. I monumenti storici dell'antica città di Thatta
7. L'antico Forte Rohtas

## Siti principali
Durante il periodo 1993-2004 il Pakistan non è stato in grado di presentare le informazioni per l'UNESCO, il che ha ritardato per diversi suoi siti la classificazione come potenziali patrimoni dell'umanità. Nel 2004 il ministero del turismo ha ricevuto un finanziamento per continuare la sua attività di ricerca e dieci località sono state elencate in una prima lista. In totale, nell'aprile 2014 ancora diciassette siti sono in attesa di essere classificati; questi includono:
- La moschea Imperiale di Badshahi a Lahore, costruita nel 1673 durante l'impero moghul dall'imperatore Aurangzeb.
- La moschea di Wazir Khan a Lahore, costruita nel 1635 dal Shah Jahan.
- La tomba di Jahangir, Asif Khan e Akbari Sarai a Lahore; un mausoleo costruito nel 1627.
- L'Hiran Minar e Tank a Sheikhupura; fatto costruire dal sovrano Jahangir nel 1606.
- La Tomba dello scià Rukn-e-Alam a Multan; tomba del mistico sufi Rukn-e-Alam.
- Il forte Ranikot a Dadu; una delle più grandi fortezze del mondo.
- La moschea Shah Jahan a Thatta, costruita nel 1647.
- Le tombe di Chaukhandi a Karachi, costruite durante l'Impero Mughal.
- Mehrgarh in Belucistan, una delle più antiche rovine del paese e sito archeologico del Neolitico.
- Il sito di Rehman Dheri vicino a Dera Ismail Khan; rovine storiche della civiltà della valle dell'Indo.
- Harappa in Punjab; rovine storiche dell'età del bronzo.
- Ranigat a Khyber Pakhtunkhwa; resti archeologici buddhisti di un complesso monastico.
- Shahbaz Garhi a Mardan; iscrizioni dell'imperatore Maurya Ashoka.
- Gli editti rocciosi a Mansehra; scritti su pietra più antichi del III secolo a.C.
- La rocca di Baltit nella valle dello Hunza; forte in stile tibetano costruito nel XIII secolo.
- La tomba di Bibi Jawindi, Baha'al-Halim, Ustead, la moschea di Jalaluddin Bukhari, Uch Sharif: cinque monumenti di personaggi storici.
- Il porto di Banbhore; sito archeologico di città portuale storica sul fiume Indo.

### Altri luoghi d'interesse
Vi sono inoltre diversi punti di riferimento turistici e strutture storiche che non sono ancora state introdotte nella lista dell'UNESCO. Molto prima della creazione del Pakistan nel 1947, con l'indipendenza dall'impero anglo-indiano e la separazione dall'India, vi erano molte culture e religioni che coesistevano in tutto il territorio.
Centro di innumerevoli guerre condotte da diverse dinastie regnanti e tribù nelle sue terre, le quali vi hanno lasciato tracce e punti di riferimento; alcuni di essi son divenuti autentiche icone nazionali, mentre altre necessitano ancora dell'attenzione delle autorità interessate. Questi includono:
- La grande torre dell'orologio di Faisalabad e gli Otto Bazar
- La rocca di Altit nella valle dello Hunza
- Le tombe di Talpur Mirs risalenti al XVII e XVIII secolo e il "Faiz Mahal" del Talpur Mirs
- Il Samadhi di Ranjit Singh a Lahore
- La tomba di Asaf Khan a Shahdara Bagh di epoca Moghul
- Il "mercato dell'Imperatrice" costruita durante il dominio dell'Impero britannico a Saddar Town nelle vicinanze di Karachi
- La tomba di Qutb al-Din di Delhi, il primo sultano di Delhi e fondatore della dinastia dei mamelucchi di Delhi.
- Il palazzo di Mohatta (costruito nel 1927)
- L'Omar Hayat Mahal del XVIII secolo
- Il castello Noor Palace costruito in stile italiano
- Il forte di Derawar
- L'Hiran Minar, un monumento Moghul
- La miniera di sale di Khewra, una delle più antiche miniere saline dell'Asia
- Il forte del sito di Kot Diji risalente al 3.000 a.C. e il Faiz Mahal a Khairpur
- Il forte di Skardu risalente al XVI secolo.